# Felix Schlenker

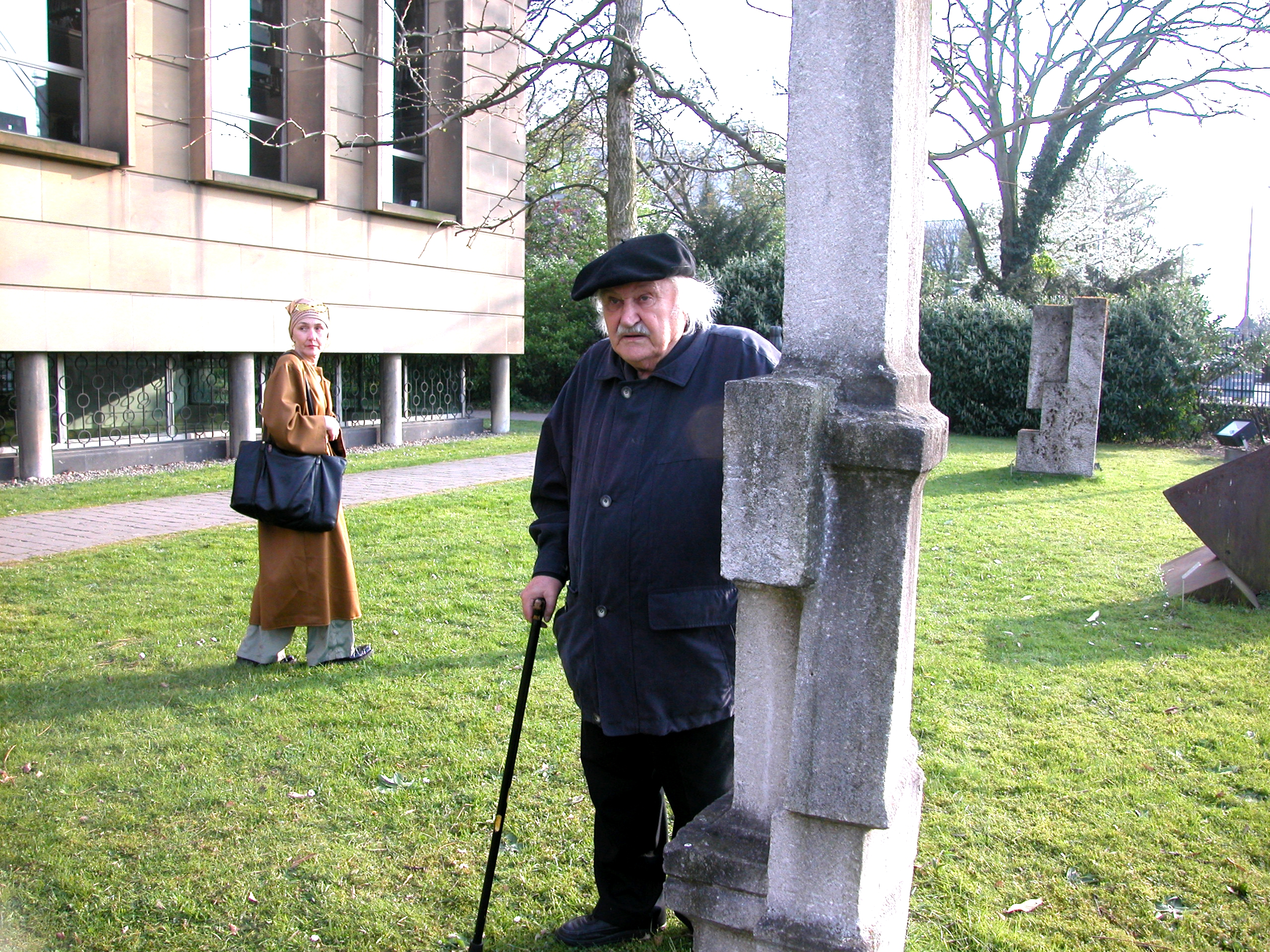
Felix Schlenker im Städelgarten zu Frankfurt am Main, April 2002, links seine Tochter

Felix Schlenker, auch Felix Schlenker Mauch (* 12. Juli 1920 in Schwenningen am Neckar; † 1. Juli 2010 in Villingen-Schwenningen) war ein deutscher Maler, Grafiker und Objektkünstler.

## Leben
Nach dem Abitur 1939 wurde Schlenker bis 1945 zum Kriegsdienst eingezogen. Von 1945 bis 1978 arbeitete er als Lehrer an Grund- und Hauptschulen im Fach Bildhaftes Gestalten. Daneben gründete er Anfang der 1960er Jahre die „Kleine Galerie Schwenningen“. In seinen künstlerischen Arbeiten widmete er sich Grafiken und Bildern einer klaren optischen Didaktik und mit sparsamster Farbgebung. 1966 stellte er in einer Einzelausstellung in der Galerie Wirth Berlin seine „Nagelbilder“ aus, Bildobjekte, in denen er auf Hartfaser- oder Holzspanplatten in Reihen gegliederte Hufeisennägel montierte. Sie waren naturgemäß durch das verwendete Material weniger detailliert und fein als seine Siebdrucke. Im Mai/Juni 1967 nahm Schlenker an der legendären Ausstellung „Serielle Formationen“ in der Studio-Galerie der Johann Wolfgang Goethe-Universität teil, die von Paul Maenz und Peter Roehr kuratiert wurde.
Von 1964 bis 1991 beteiligte sich Felix Schlenker regelmäßig an den Ausstellungen des Deutschen Künstlerbundes. Als Sammler trug er ein umfangreiches Konvolut von Arbeiten befreundeter Künstlerkollegen zusammen, die er in der Stadtbibliothek ausstellte und 1992 als Sammlung Felix Schlenker der Stadt Villingen-Schwenningen schenkte. Einzelausstellungen hatte er 1984 im Museum für gegenstandslose Kunst, Otterndorf und 2008 im Museum für Kunst und Geschichte, Hüfingen. 1990 wurde er Professor des Landes Baden-Württemberg. Er starb elf Tage vor seinem 90. Geburtstag. Zwei Arbeiten des Künstlers befinden sich in der Sammlung des Mondriaanhuis in Amersfoort.

## Ausstellungen
Einzelausstellungen
- 2010: Hommage an Felix Schlenker, Museum Art.Plus, Donaueschingen[5]
- 2011: abstrakt, konkret und gegen den strich Felix Schlenker und seine Sammlung, Städtischen Galerie Villingen-Schwenningen[6]

Gruppenausstellungen
- 2006: Viererbande – Der Beginn der Moderne im Kunstraum Rottweil – Franz Bucher, Erich Hauser, Romuald Hengstler, Felix Schlenker, Dominikanermuseum Rottweil, Rottweil